# Кућа Иве Андрића
Кућа Иве Андрића је објекат од културног и историјског значаја у Вишеграду у Републици Српској.Значајна је по томе што је у њој дјетињство провео нобеловац Иво Андрић. 

## Историја
Kућа у којој је дјетињство провео нобеловац Иво Андрић и даље је закључана за бројне туристе који би жељели да је посјете, а Општина Вишеград упутила је иницијативно породици Плоскић у Шведској, да објекат буде враћен општини.
Скромна кућа са лијеве обале ријеке Дрине, која се налази недалеко од вишеградске ћуприје, била је власништво Андрићевог тетка Ивана и тетке Ане Матковшчик, са којима је Иво и одрастао. Њега је у Вишеград довела мајка Kатарина Андрић 1894. године, када је имао двије године. Одрастање дјечака уз пуно љубави и пажње коју су му у новом дому пружили тетак и тетка, као и амбијент ове вароши, обиљежиће Андрићев живот и стваралаштво. Његов поновни сусрет са градом свог дјетињства догодио се 1953. године, када је Андрић био већ значајан и цијењен књижевник. Те године, Андрић је поклонио општини кућу коју му је оставила тетка Ана Матковшчик.